# Magstadt
Magstadt là một thị xã thuộc huyện Böblingen, bang Baden-Württemberg, Đức. Nơi đây nằm giữa Renningen và Sindelfingen.